# Президентский оперативный центр по чрезвычайным ситуациям

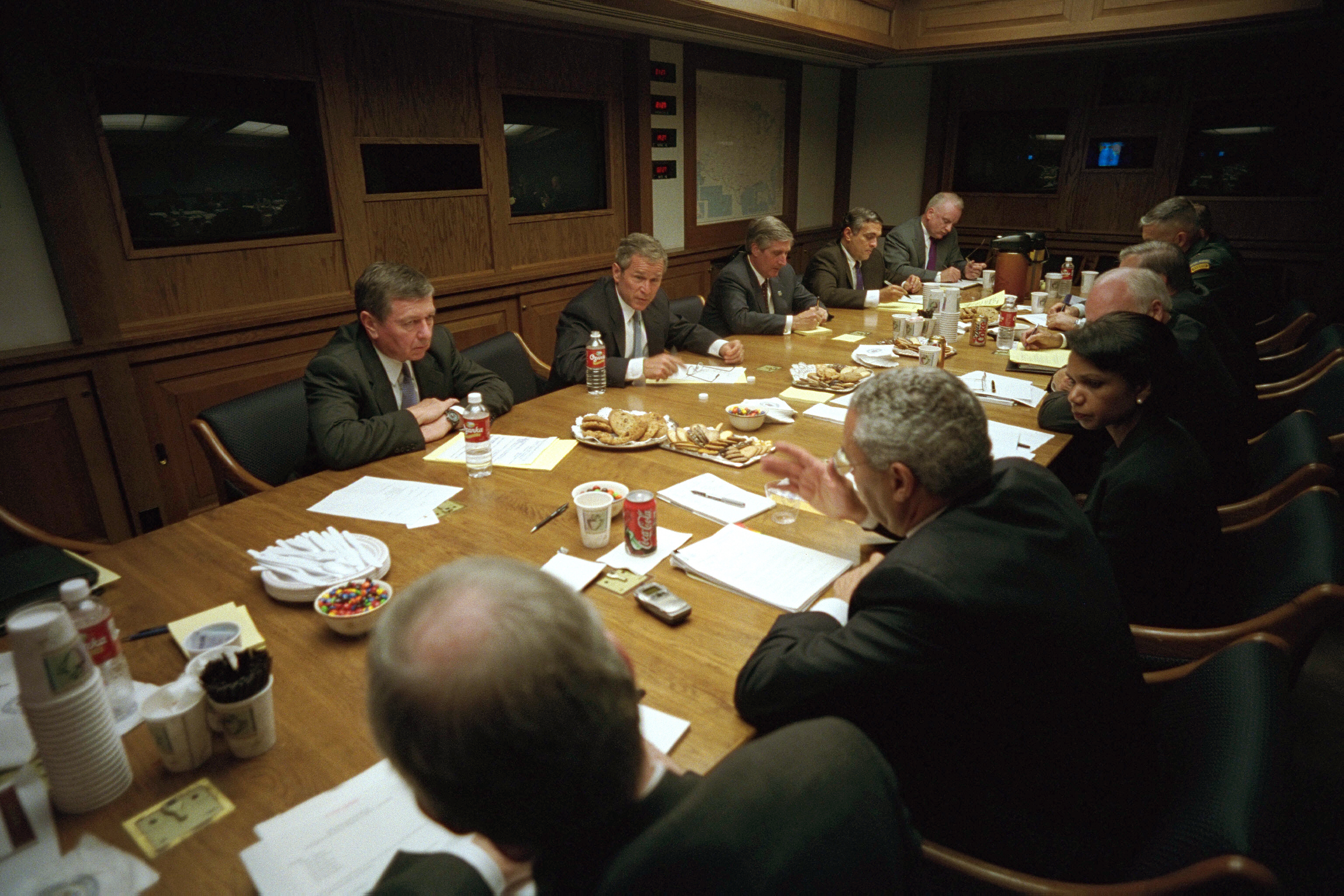
Встреча президента Джорджа Буша с Советом национальной безопасности в Президентском центре чрезвычайных ситуаций. 11 сентября 2001 г.

Президентский оперативный центр по чрезвычайным ситуациям (PEOC) представляет собой бункероподобную структуру под восточным крылом Белого дома. Он служит безопасным убежищем и центром связи для президента Соединенных Штатов и других лиц в случае чрезвычайной ситуации.

## История
Первый бункер Белого дома был построен во время Второй мировой войны для защиты президента Франклина Д. Рузвельта в случае воздушного нападения на Вашингтон. Современное пространство PEOC оснащено современным коммуникационным оборудованием, включая телевизоры и телефоны, для координации с внешними государственными органами. Во время нарушения безопасности Белого дома, в том числе нарушения идентификационной зоны противовоздушной обороны Вашингтона, округ Колумбия (воздушное пространство P-56), президент и другие охраняемые лица перемещаются в комнату для совещаний руководителей рядом с PEOC. Изо дня в день PEOC круглосуточно укомплектован специально отобранными офицерами совместной службы и унтер-офицерами.

### 11 сентября 2001 года

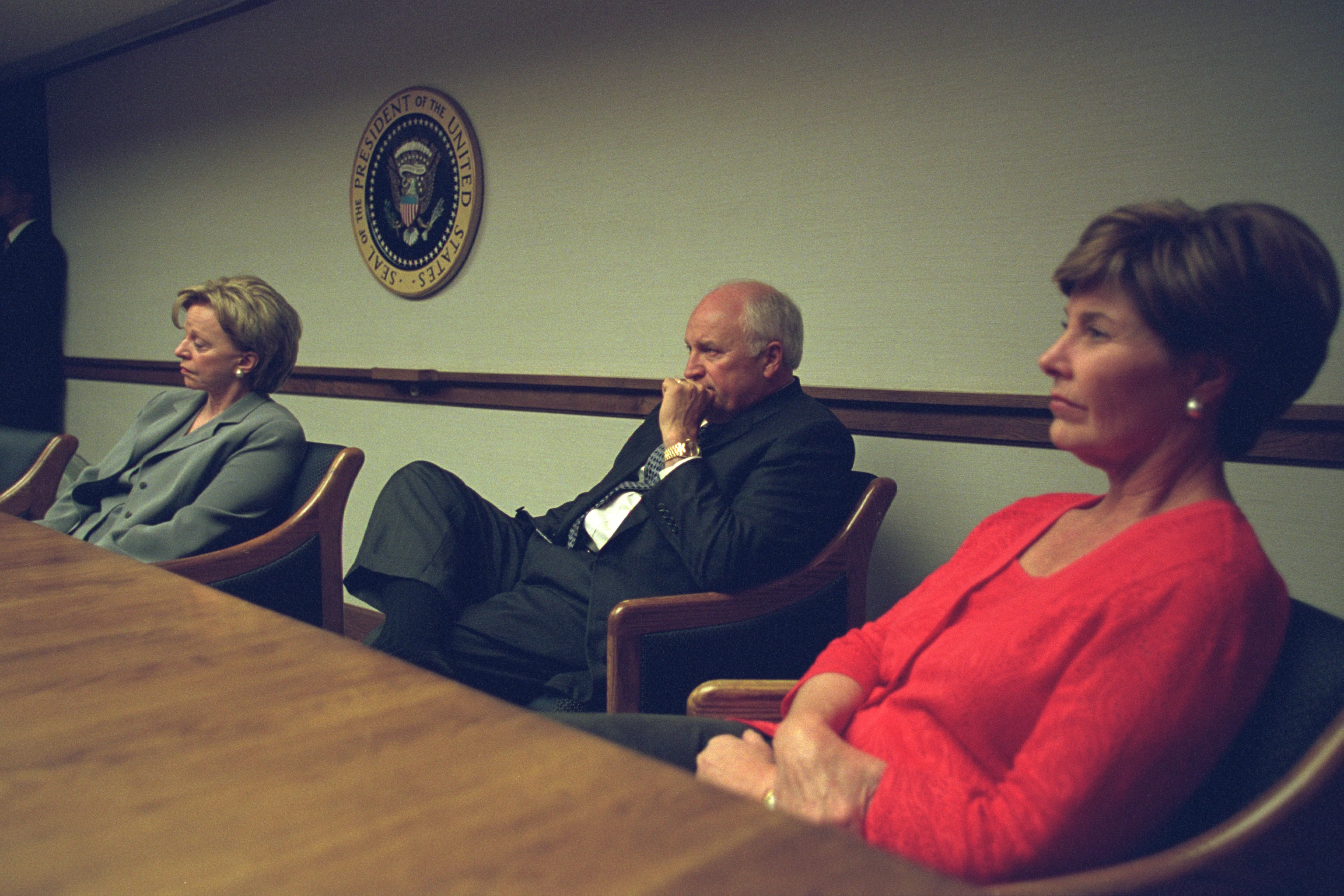
Вице-президент Дик Чейни, первая леди Лора Буш и вторая леди Линн Чейни в Президентском оперативном центре по чрезвычайным ситуациям 11 сентября 2001 года.

Во время терактов 11 сентября ряд ключевых сотрудников были эвакуированы из своих офисов в Белом доме в PEOC. Среди них были вице-президент Дик Чейни, первая леди Лора Буш, Линн Чейни, Кондолиза Райс, Мэри Маталин, «Скутер» Либби, Джошуа Болтен, Карен Хьюз, Стивен Хэдли, Дэвид Аддингтон, премьер-министр Австралии Джон Ховард, агенты секретной службы, майор Майк Фензел Армии США и другие сотрудники, включая Нормана Минету. Президент Джордж Буш посещал школу во Флориде во время терактов.

### 29 мая 2020 года
Президент Дональд Трамп удалился в PEOC ночью 29 мая 2020 года, в начале протестов после гибели Джорджа Флойда. После того, как в новостях сообщили о его поездке в бункер, Трамп потребовал от чиновников найти и привлечь к ответственности виновных в утечке информации. Министр обороны Трампа Марк Эспер описал в своей книге 2022 года, что Трамп заявил, что человек, который сообщил о его местонахождении, «должен быть казнён».